# Reginald Aldworth Daly
Reginald Aldworth Daly (Napanee, Canadà, 1871 — Cambridge, Massachusetts, 1957) va ser un geòleg canadenc, professor a la Universitat Harvard.